# Чевати, Константин Степанович
Константин Степанович Чевати (ок. 1811 — 10 июня 1862) — русский дипломат, помощник и и.о. резидента в Кракове (1832—1851; с перерывом), генеральный консул в Данциге (1848) и Ливорно (1852—1862).

## Биография
Родился около 1811 года. Происходил из дворян Таврической губернии. По происхождению из итальянцев или из прежних венецианских подданных. Брат генерал-лейтенанта Александра Чевати (1810—1869).  Образование, как и брат, получил в Царскосельском лицее, который закончил с золотой медалью в 1829 году (брат — в 1828, также с золотой медалью) и откуда был выпущен с гражданским чином IX класса и поступил на службу в канцелярию великого князя Константина Павловича в Варшаве, по дипломатической части. 
Здесь служить ему пришлось недолго, так как вспыхнуло Польское восстание; мятежники арестовали русских военных и гражданских чиновников, в том числе и Чевати, на их квартирах. Когда же начались военные действия между мятежниками и русскими войсками, польское самопровозглашённое правительство, для уменьшения расходов по содержанию пленных, решило всех пленных русских гражданских чиновников выслать за границу, в Германию. Так Чевати попал в Берлин, где был прикомандирован к русскому посольству в качестве секретаря. 
Из Берлина его вскоре перевели на такую же должность в Вену, а в 1832 году назначили помощником резидента в Кракове (тогда — Краковская республика, где находилось много польских повстанцев, уехавших из России). В Кракове Чевати провел 20 лет, причём несколько раз был исполняющим обязанности резидента. Профессионально исполняя свои обязанности, Чевати сумел заслужить уважение даже самых горячих польских патриотов; чувство это к нему разделял и бывший польский диктатор Хлопицкий. С другой стороны, наместник Царства Польского князь Паскевич лично знал и ценил Чевати и даже собственноручно переписывался с ним. В 1848 году Чевати был временно переведён из Кракова в Данциг генеральным консулом, после чего возвратился снова в Краков.
После присоединения Кракова к Австрийской империи, Чевати оставался там еще несколько лет для приведения в порядок и окончания дел нашей миссии. В 1851 году он возвратился в Варшаву, откуда в следующем 1852 году был назначен генеральным консулом в Ливорно, в великом герцогстве Тосканском, и здесь безотлучно прослужил ещё 10 лет.
Скончался 28 июля (10 июня) 1862 года. 